# Železniční stanice Kejsarija – Pardes Chana

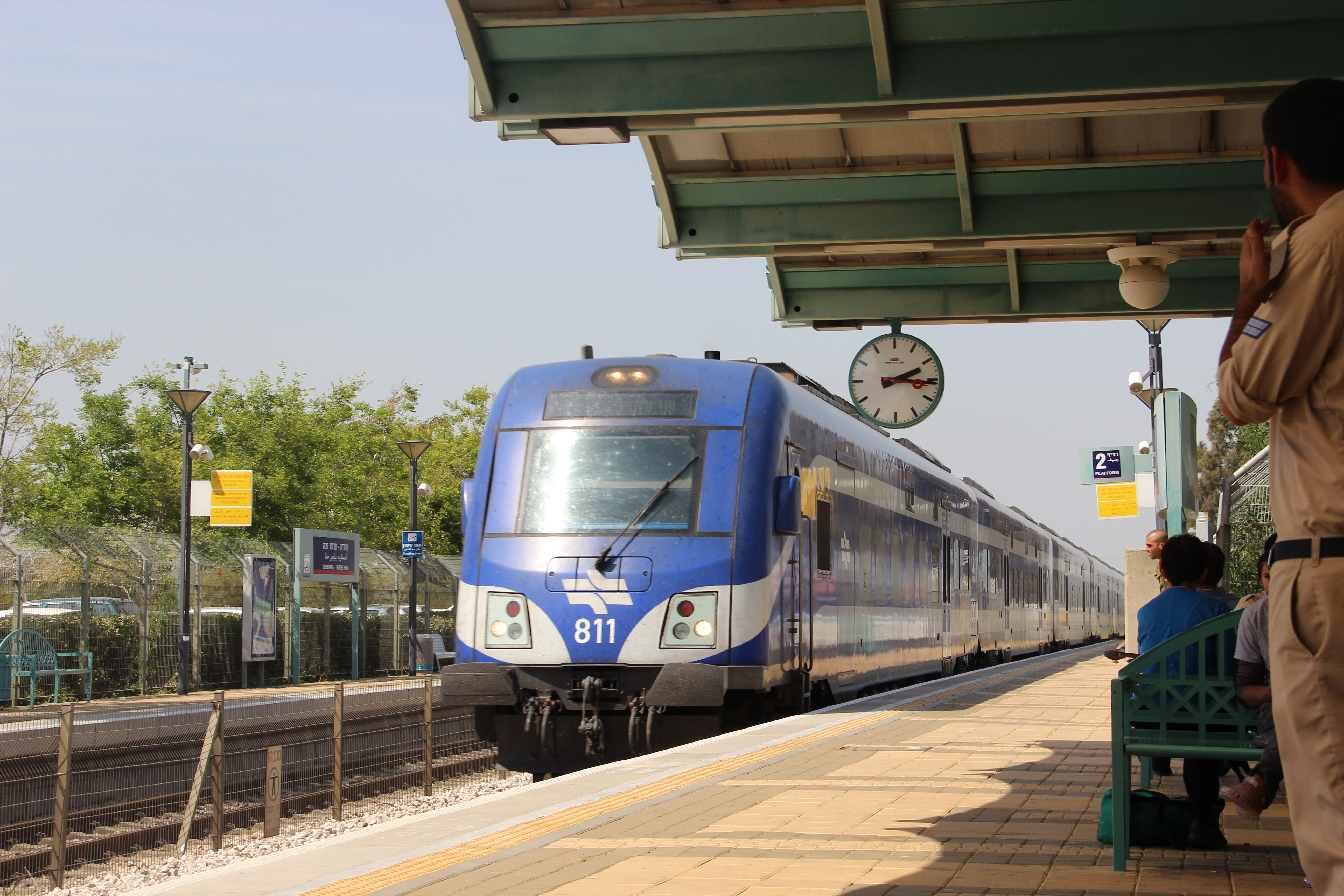
Vlaková souprava ve stanici

Železniční stanice Kejsarija – Pardes Chana (hebrejsky תחנת הרכבת קיסריה-פרדס חנה‎, tachanat ha-rakevet Kejsarija – Pardes Chana) je železniční stanice na pobřežní železniční trati v Izraeli.
Leží na severu Izraele přibližně 6 km od břehu Středozemního moře v nadmořské výšce okolo 40 m, na západním okraji města Pardes Chana – Karkur. Dál k západu se rozkládá velká průmyslová zóna Kejsarija, která patří městu Kejsarija (podle antické Caesareje). Samotné město ale leží mnohem dál, přes 5 km severozápadně odtud. Stanice je situována do ulice Derech ha-Rakevet na západním okraji města Pardes Chana – Karkur. Jižně od stanice prochází lokální silnice číslo 651 (Derech ha-Jam). Jde o zemědělskou ale hustě osídlenou oblast. Kromě již uvedeného města Kejsarija leží v nedalekém okolí stanice také město Or Akiva a četné zemědělské vesnice. Trať se zde poněkud odklání od mořského pobřeží a od pobřežní dálnice číslo 2. Jižně od stanice se trať rozdvojuje a zatímco pobřežní trať vede dál k jihu, na jihovýchod odbočuje východní železniční trať.
Je obsluhována autobusovými linkami společnosti Egged. K dispozici jsou parkovací místa pro automobily, prodejní stánky, automaty na nápoje a veřejný telefon.